# Помирати не страшно
«Помирати не страшно» (рос. «Умирать не страшно») — радянський художній фільм 1991 року, Кіностудії ім. М. Горького.

## Сюжет
СРСР, 1935 рік. В країні повільно, але вірно набирає обертів маховик масових репресій. Ксенію викликають повісткою до слідчого НКВС. Вона думає, що її, як дочку колишнього поміщика, чекає арешт. До цього був репресований її чоловік. Однак цього разу обійшлося — слідчий переймається долею Ксенії і відпускає її. Життя Ксенії, її двох дочок і батька після цього йде далі. Але одного разу її батька заарештовують, а їй самій пропонують стати інформаторкою…

## У головних ролях
- Ольга Кабо —  Ксенія
- Михайло Глузський —  Микола Михайлович, батько Ксенії
- Катерина і Євгенія Куліджанови —  дочки Ксенії
- Юрій Бєляєв —  слідчий Федоренко
- Георгій Тараторкін —  коллега Ксенії, музикант
- Людмила Чурсіна —  Ірина
- Сергій Никоненко —  жебрак бродяга Іван Карась
- Віталій Бабенко — слідчий
- Віктор Філіппов — чоловік, який забрав дівчаток в дитбудинок
- Людмила Хитяєва — жінка на кладовищі
- Анна Бєлова — Єлизавета, Люка, дочка Ксенії
- Лідія Вєлєжева — Варвара, Вуся, дочка Ксенії
- Олександр Сайко — священик
- Сергій Юртайкин — Коля, офіціант
- Тетяна Агафонова — сусідка
- Федір Валіков — двірник
- Валентина Клягіна — жінка з дітьми у церкві
- Олександр Рахленко — епізод
- Володимир Шихов — епізод
- Олена Піголіцина — епізод
- Ігор Шолохов — епізод

## Знімальна група
- Режисер —  Лев Куліджанов
- Продюсер — Григорій Рімаліс
- Сценарист — Наталія Фокіна
- Оператор — Сергій Онуфрієв
- Композитор — Володимир Корчагін
- Художник — Олександр Попов